# Rubjerg Knude Fyr
Das Rubjerg Knude Fyr (deutsch Leuchtturm Rubjerg Knude) wurde am 27. Dezember 1900 an der dänischen Küste von Rubjerg Knude hinter einer damals nur zwei bis drei Meter hohen Düne zusammen mit vier Nebengebäuden, den Wärterhäuschen, eingeweiht. Er sandte alle halbe Minute einen langen weißen Lichtstrahl und anschließend zwei kurze Blitze aus. Die Tragweite betrug bis zu 42 km. Im Jahr 2019 wurde der Turm angesichts schrumpfender Entfernung zum Meer um 70 Meter landeinwärts verschoben.

## Geschichte
Von 1900 bis 1906 war er mit einem eigenen Gaswerk ausgestattet, in den folgenden Jahren wurde die Flamme mit Petroleum betrieben und 1948 wurde auf elektrisches Licht umgestellt. Der Linsenapparat bestand aus 134 handgeschliffenen Fresnel-Linsen, die für 42.000 Kronen in Paris hergestellt worden waren. Der Leuchtturm war rund um die Uhr mit einem Leuchtturmwärter, einem Gehilfen und einem Heizer bemannt.

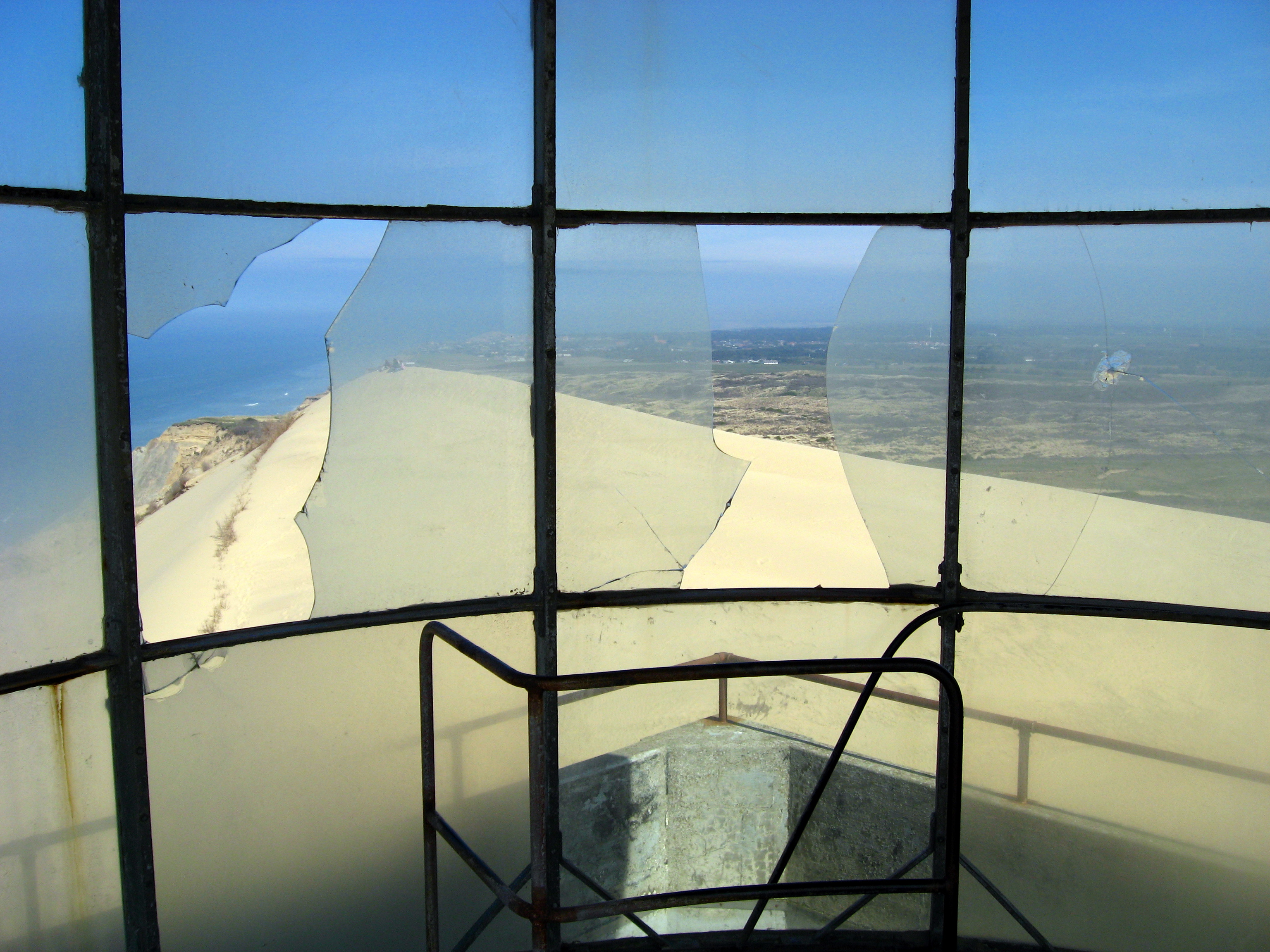
Blick aus dem Feuerhaus nach Norden, linker Hand die Nordsee, 2009

Ab den 1910er Jahren blies der Wind große Mengen Sand von der Steilküste herauf, und die eigentliche Düne bildete sich auf dem schmalen Streifen zwischen dem Leuchtturm und dem Meer. Der Sand drang zwischen den Wärterhäuschen ein, verschüttete einen Brunnen und machte den Küchengarten unfruchtbar. Schon zu diesem Zeitpunkt wurden dutzende Fuhren Sand weggefahren. In den 1950er Jahren gruben Bauunternehmen ohne Erfolg große Mengen Sand von der Spitze der stetig wachsenden Düne ab.

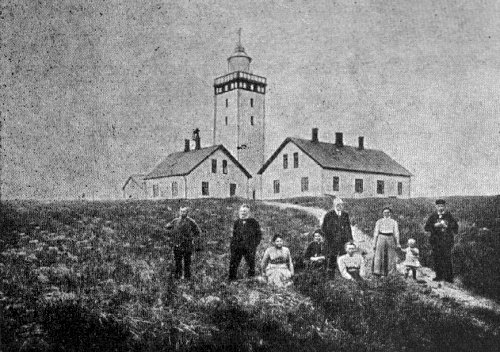
Der Leuchtturm im Jahre 1912

Rubjerg Knude wanderte vom Wind getrieben weiter und erreichte schließlich eine Höhe von etwa 50 m. Damit war der Leuchtturm vom Meer aus nicht mehr zu sehen. Der Betrieb wurde am 1. August 1968 eingestellt. Ein unmittelbarer Ersatz war wegen der verbesserten Navigationstechnik nicht notwendig.
Das Sandtreiben sollte durch Kiefernzweige, die in die Düne gesteckt wurden, aufgehalten werden. Dies hatte zur Folge, dass noch mehr Sand festgehalten und die Düne höher wurde. Eine Bepflanzung mit Strandhafer konnte das Wachstum nicht weiter aufhalten. Nachdem alle Versuche, der Wanderdüne Einhalt zu gebieten, gescheitert waren, beschloss die dänische Regierung Anfang der 1990er Jahre das gesamte Gebiet unter Naturschutz zu stellen und den Sand frei wandern zu lassen.
1994 und 1996 wurden die Dächer zweier Gebäude entfernt, weil die Gefahr bestand, dass diese unter dem Gewicht des Sandes einstürzen könnten, wobei Menschen hätten zu Schaden kommen können.
Im Januar 2003 wurde vom vierten und letzten Haus das Dach abgenommen. Dabei war der Leuchtturm selbst weniger tief im Sand versunken. Durch Abwinde an den Turmfassaden bildete sich um den Sockel eine zunächst kleine Kuhle, die sich mit den Jahren zu einer bis zu zehn Meter tiefen Mulde entwickelte (→Windkolk). 2004 kam das erste Nebengebäude wieder zum Vorschein, welches auf Grund der Sandlast weitgehend zerstört war.
Die Düne wandert Richtung Nordost und flacht sich dabei mit den Jahren ab. Den Leuchtturm hatte sie etwa 2012 vollständig passiert. Von den Nebengebäuden sind nur noch lose Ziegelsteine vorhanden; eine kleine Betonmauer wurde zur Stabilisierung der Abbruchkante errichtet. Der Turm selbst wäre ohne seine Versetzung vermutlich spätestens 2021 bis 2023 die Steilküste hinabgestürzt, da sich der Küstenabbruch in den letzten Jahren verdoppelt hat und zum Zeitpunkt der Schätzung rund fünf Meter jährlich betrug.
Im Mai 2015 gaben die dänische Naturbehörde und die gemeinnützige Stiftung Realdania bekannt, dass der Leuchtturm am alten Standort noch einmal für Besucher geöffnet werden sollte. Dafür wurde der Besucherparkplatz ausgebessert, der Turm erhielt eine neue Wendeltreppe und ein mannshohes Kaleidoskop beleuchtet das Turminnere. Das Projekt kostete rund 4,4 Millionen Kronen (600.000 Euro). Die Bauarbeiten begannen im Sommer 2015, im Oktober wurde das Laternenhaus entfernt. Inzwischen wurde das Laternenhaus wieder aufgesetzt und der Leuchtturm ist über eine innenliegende Treppe frei besteigbar.

## Verschiebung des Turmes
Die dänische Naturbehörde rechnete im November 2017 aufgrund der inzwischen nur noch acht Meter betragenden Entfernung des Turmes zum Meer damit, dass er bald in die Nordsee stürzen werde. Wäre die Entfernung auf fünf Meter geschrumpft, hätte aus Sicherheitsgründen der Zugang zum Turm gesperrt werden müssen. Ein Wintersturm hätte schon diese Situation herbeiführen können. Die Naturbehörde (Naturstyrelsen) als Eigentümer wollte dem Sturz ins Meer zuvorkommen und das Gebäude abbauen. Politiker der Gemeinde Hjørring beschlossen im Herbst 2018, den Turm 60 bis 80 Meter in das Landesinnere zu versetzen.
Die dänische Regierung stellte dafür fünf Millionen Kronen zur Verfügung. Das Gebiet um den Leuchtturm wurde ab dem 14. August 2019 gesperrt und man begann mit den Vorbereitungen. Am 22. Oktober 2019 wurde der 700 Tonnen schwere und 23 Meter hohe Leuchtturm auf Rollelemente gehoben, die auf Schienen gelagert waren, und um etwa 70 Meter verschoben. Anschließend wurde der Turm gekalkt und der erfolgreiche Umzug mit einer Projektionsshow gefeiert.

## Bilder

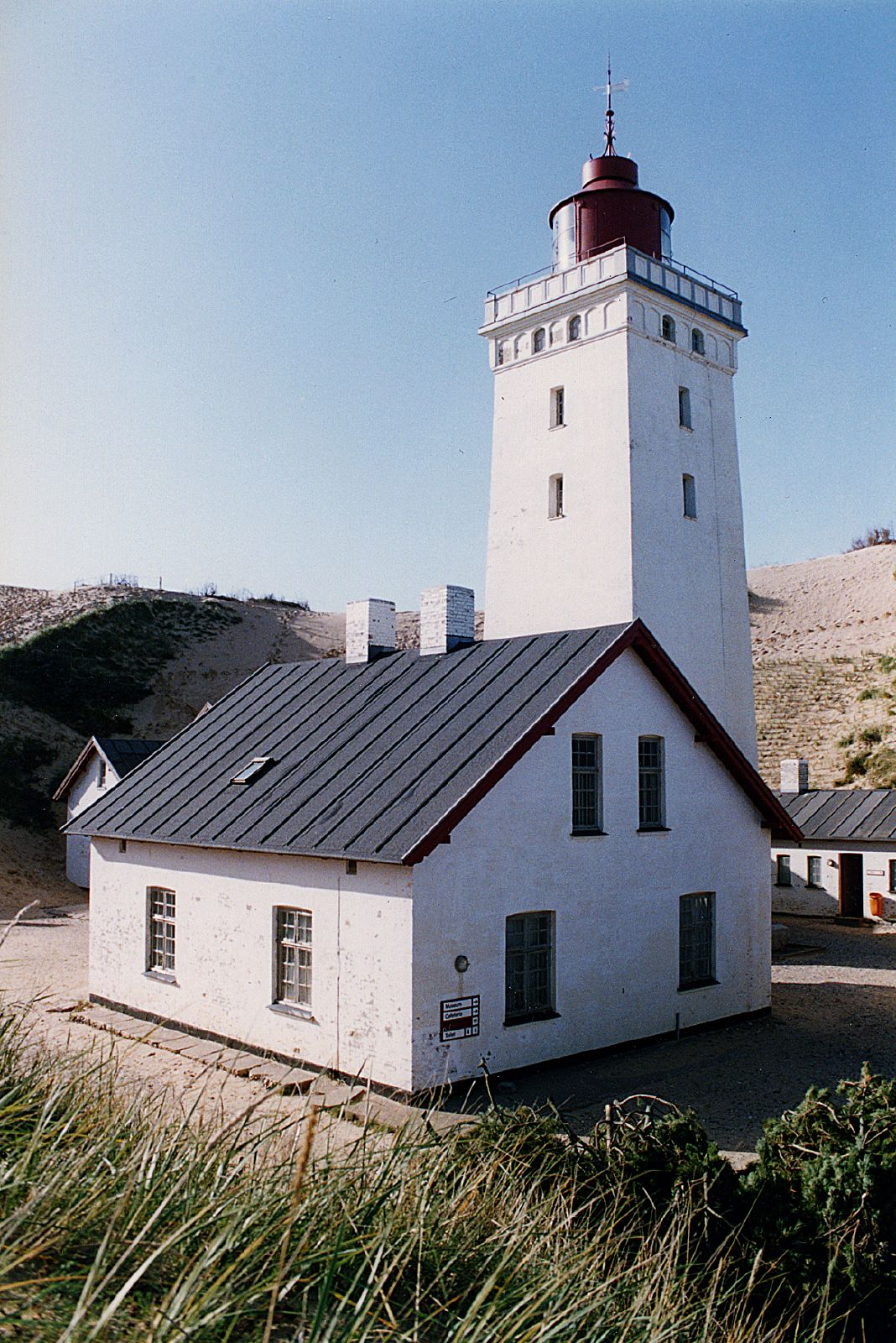
Der Leuchtturm in den 1970er Jahren
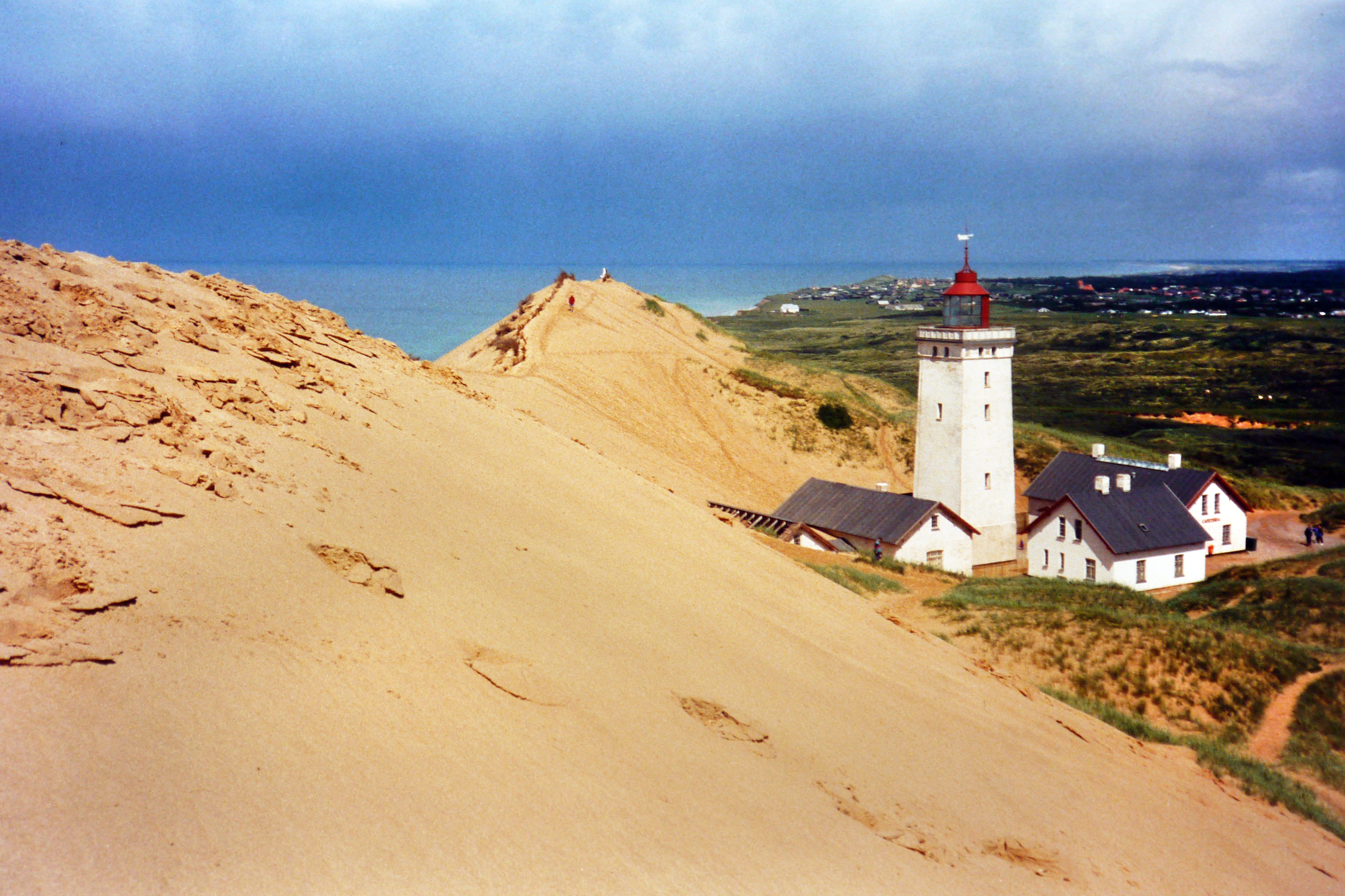
1995
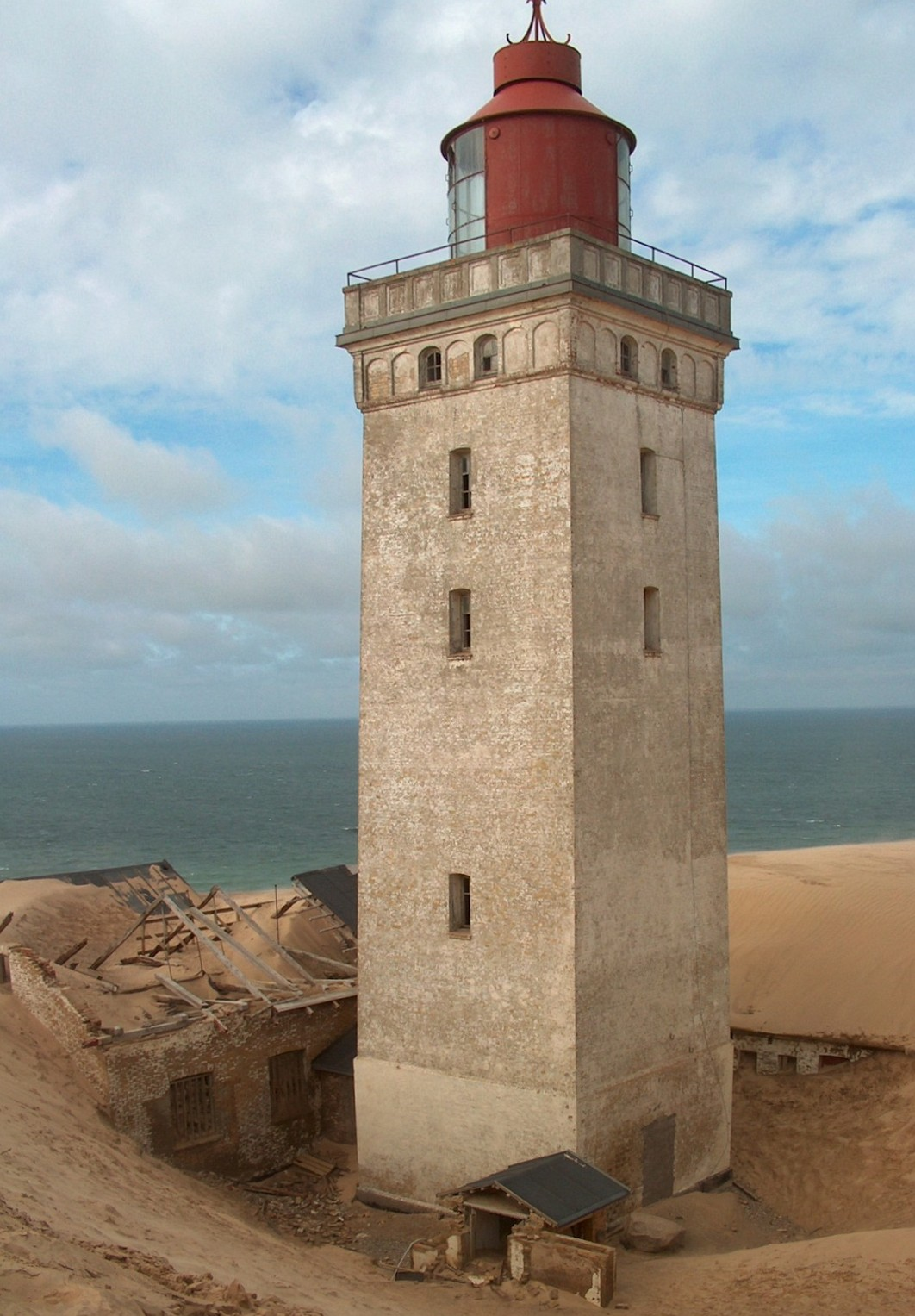
2002
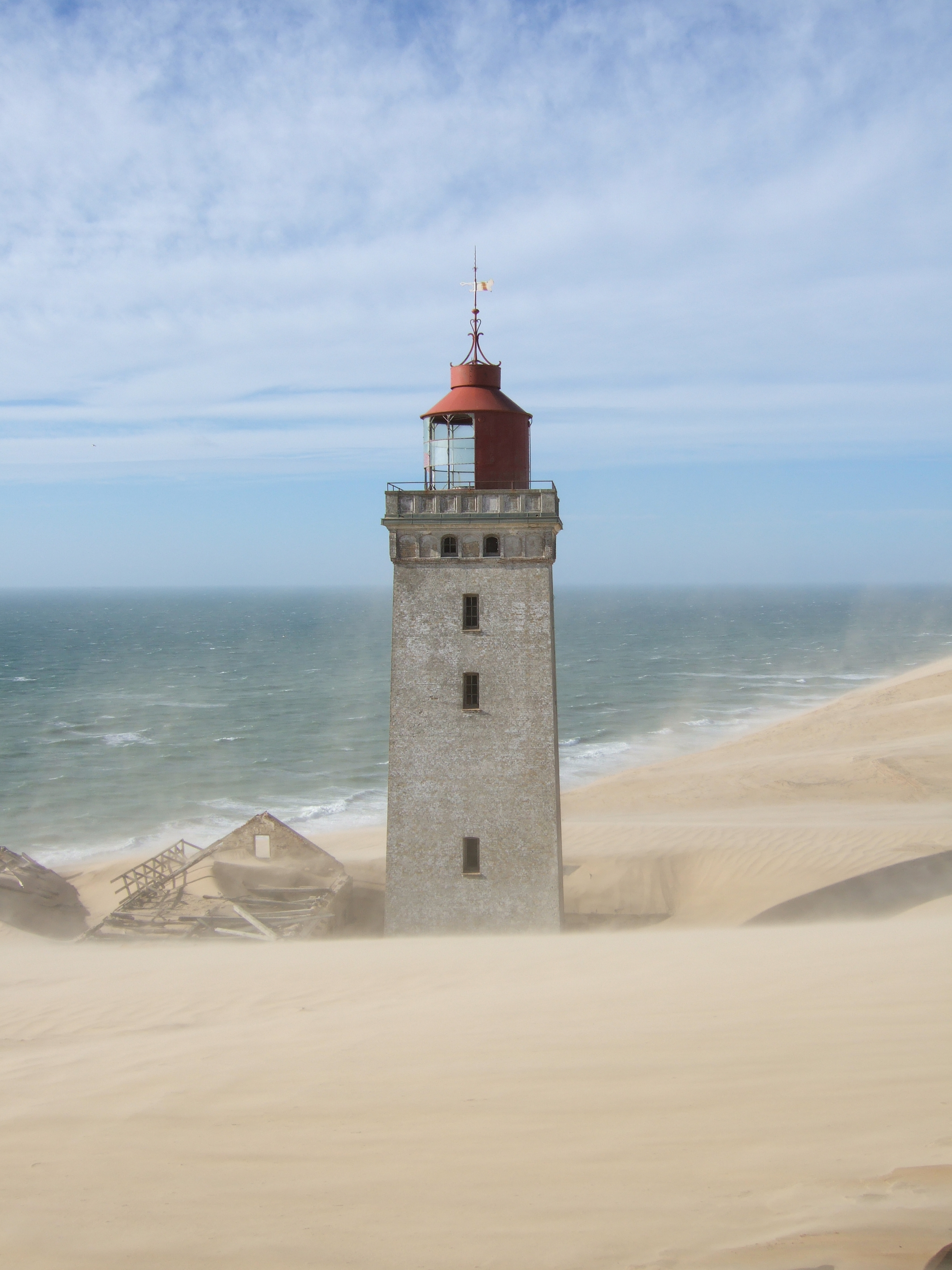
2007
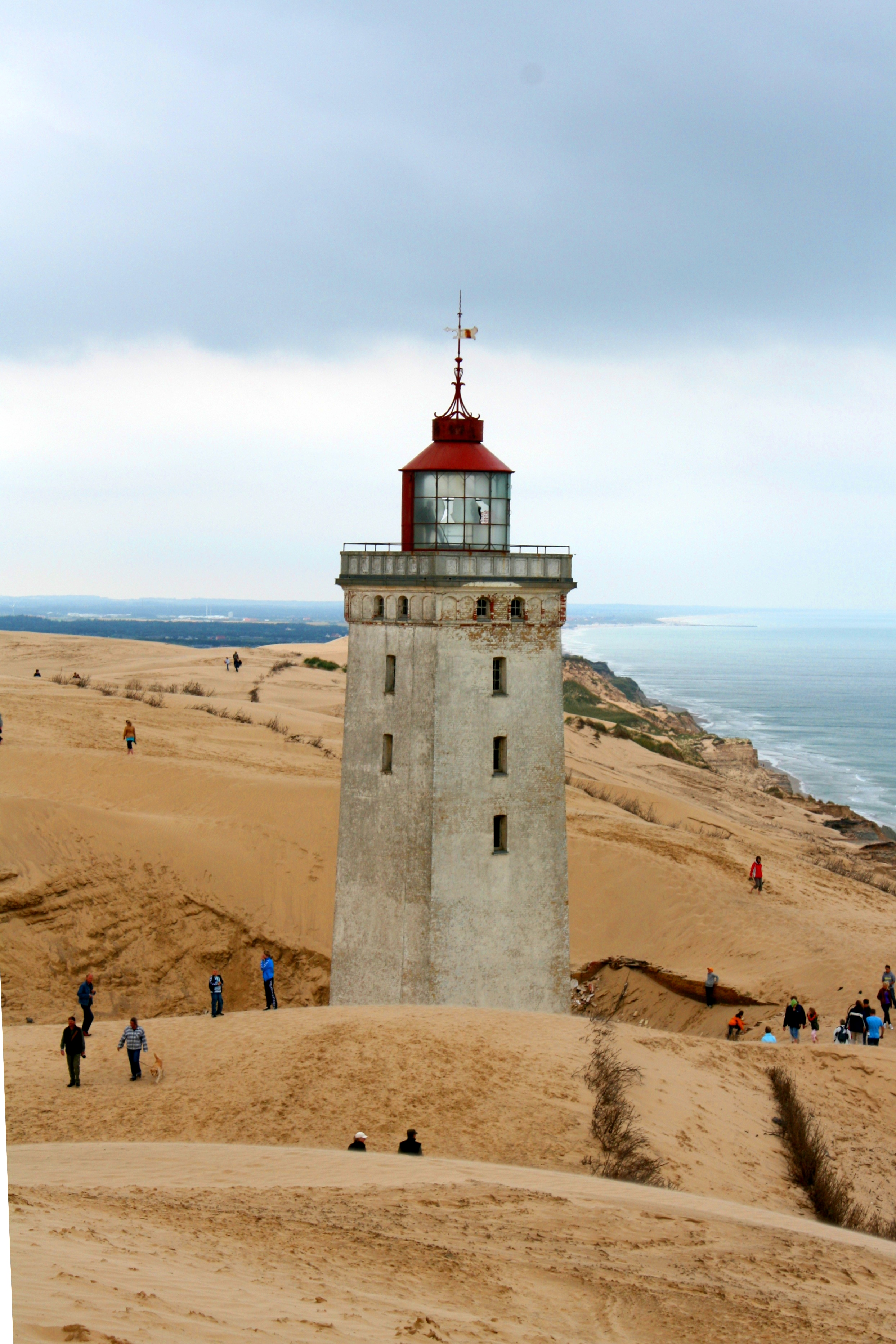
2009
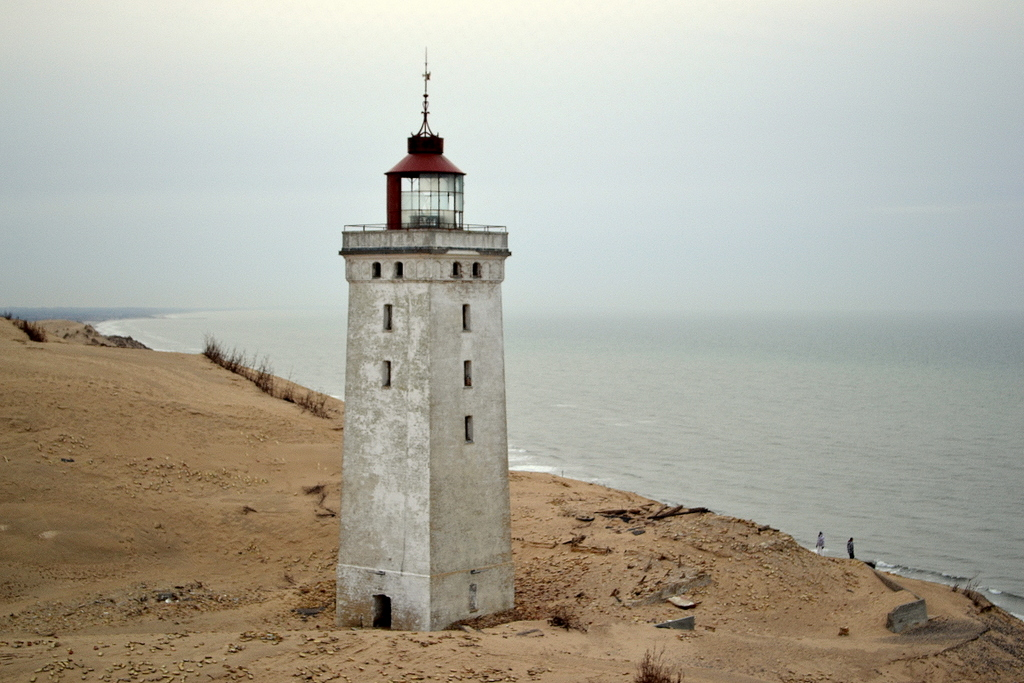
Der vollständig freigewehte Leuchtturm 2012
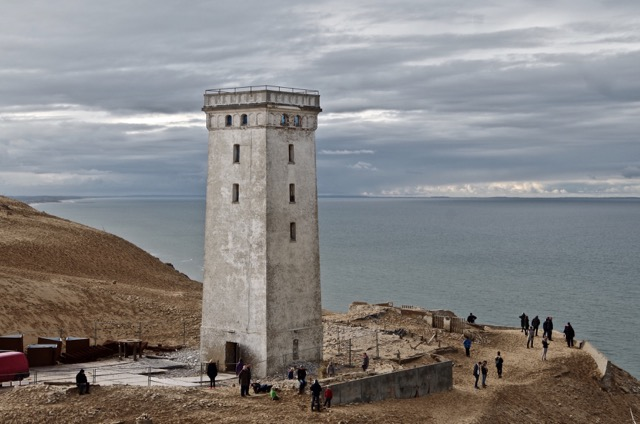
Herbst 2015: Entfernung des Laternenhauses
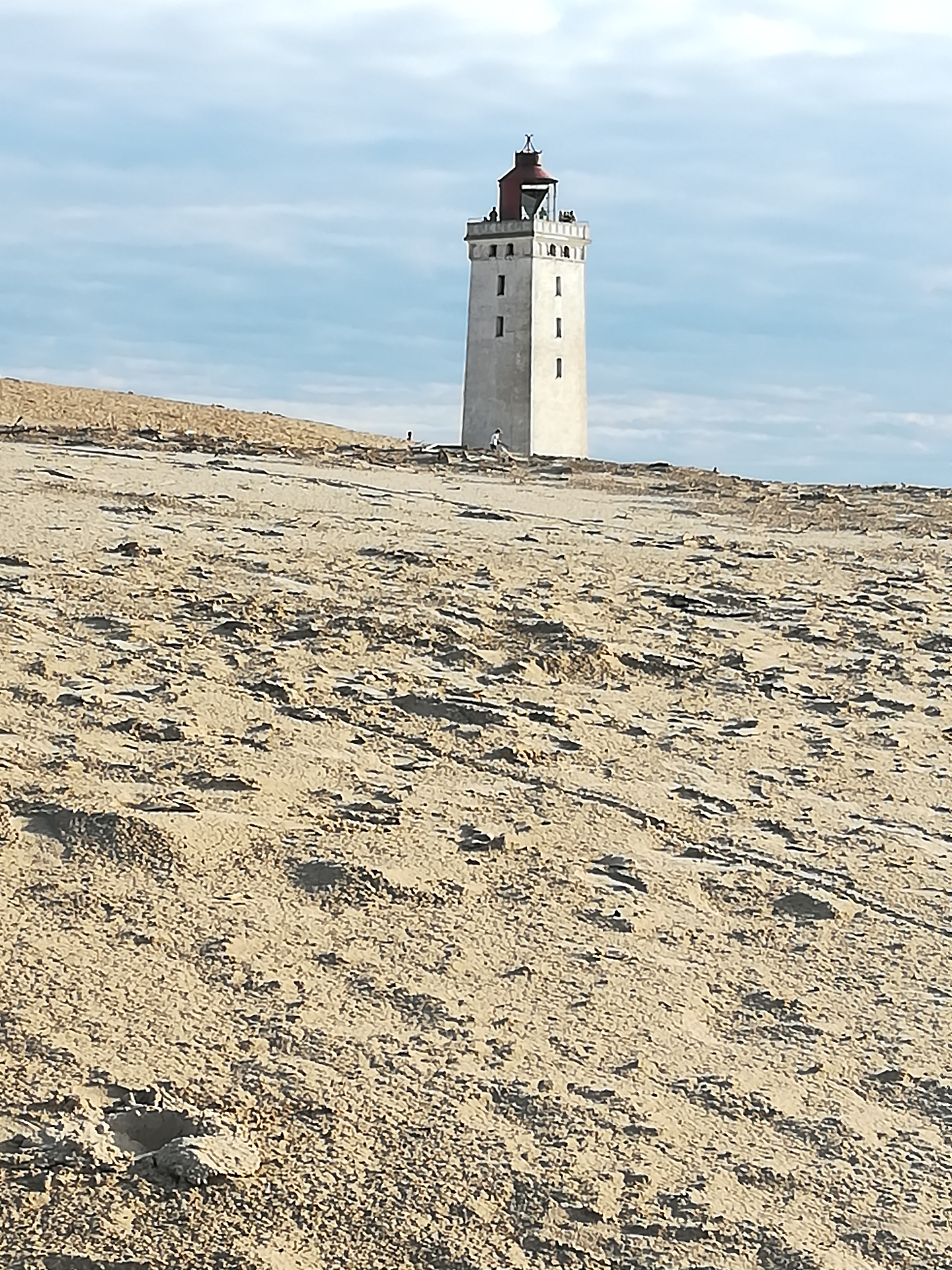
Rubjerg Knude Fyr 2019
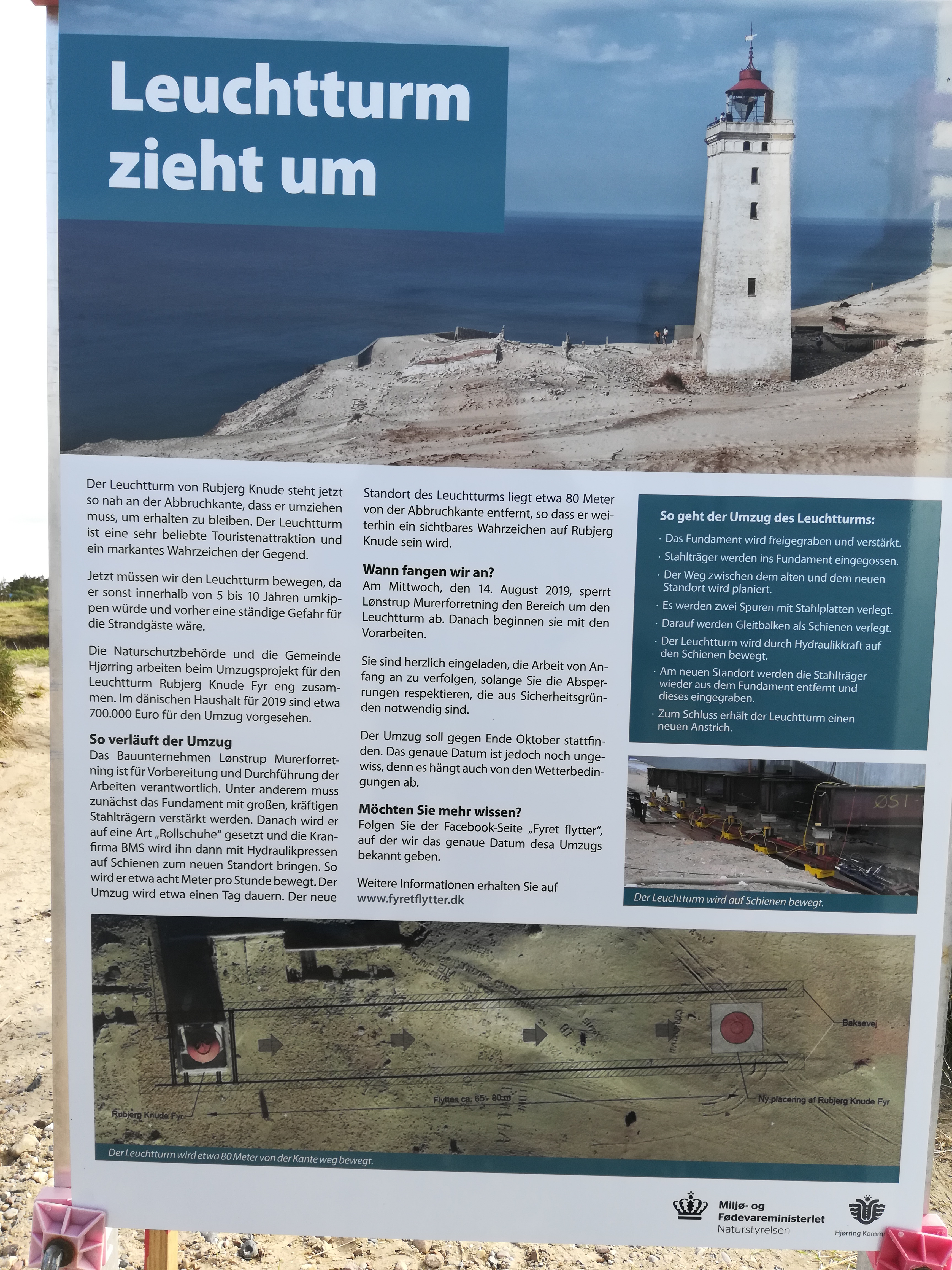
Informationstafel zur Versetzung des Leuchtturms

## Strandfogedgården
1980 eröffnete Vendsyssel Historiske Museum in den Räumen der ehemaligen Leuchtturmwärterwohnung ein Sand- und Flugsand-Museum. Es musste wegen der Versandung zum 31. August 2002 geschlossen werden.
Von 2007 bis 2009 wurde eine neue Ausstellung zur Natur- und Kulturgeschichte von Rubjerg Knude in der Alten Strandvogtei (Strandfogedgården) erarbeitet. Sie ist im Juli und August täglich (außer montags) geöffnet. Die Strandvogtei liegt an der Hauptstraße Rubjergvej, etwa zwei Kilometer südlich vom Parkplatz zur Wanderdüne.